# Andesparkiet
De andesparkiet (Bolborhynchus orbygnesius) is een vogel uit de familie Psittacidae (papegaaien van Afrika en de Nieuwe Wereld).

## Verspreiding en leefgebied
Deze soort komt voor van Peru tot het noordelijke deel van Centraal-Bolivia.

## Status
De grootte van de populatie is niet gekwantificeerd, maar de soort wordt omschreven als vrij algemeen met een gefragmenteerde verspreiding. Op de Rode lijst van de IUCN heeft deze soort de status niet bedreigd.